# Persistencia de imagen

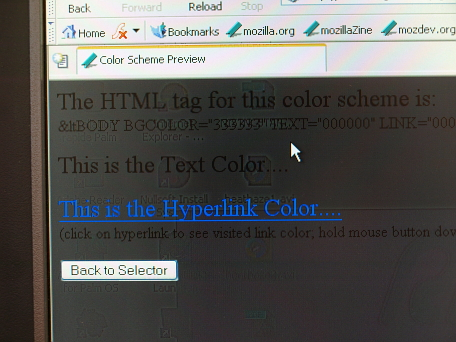
Detalle de una pantalla TFT que muestra persistencia de imagen en pantalla completa

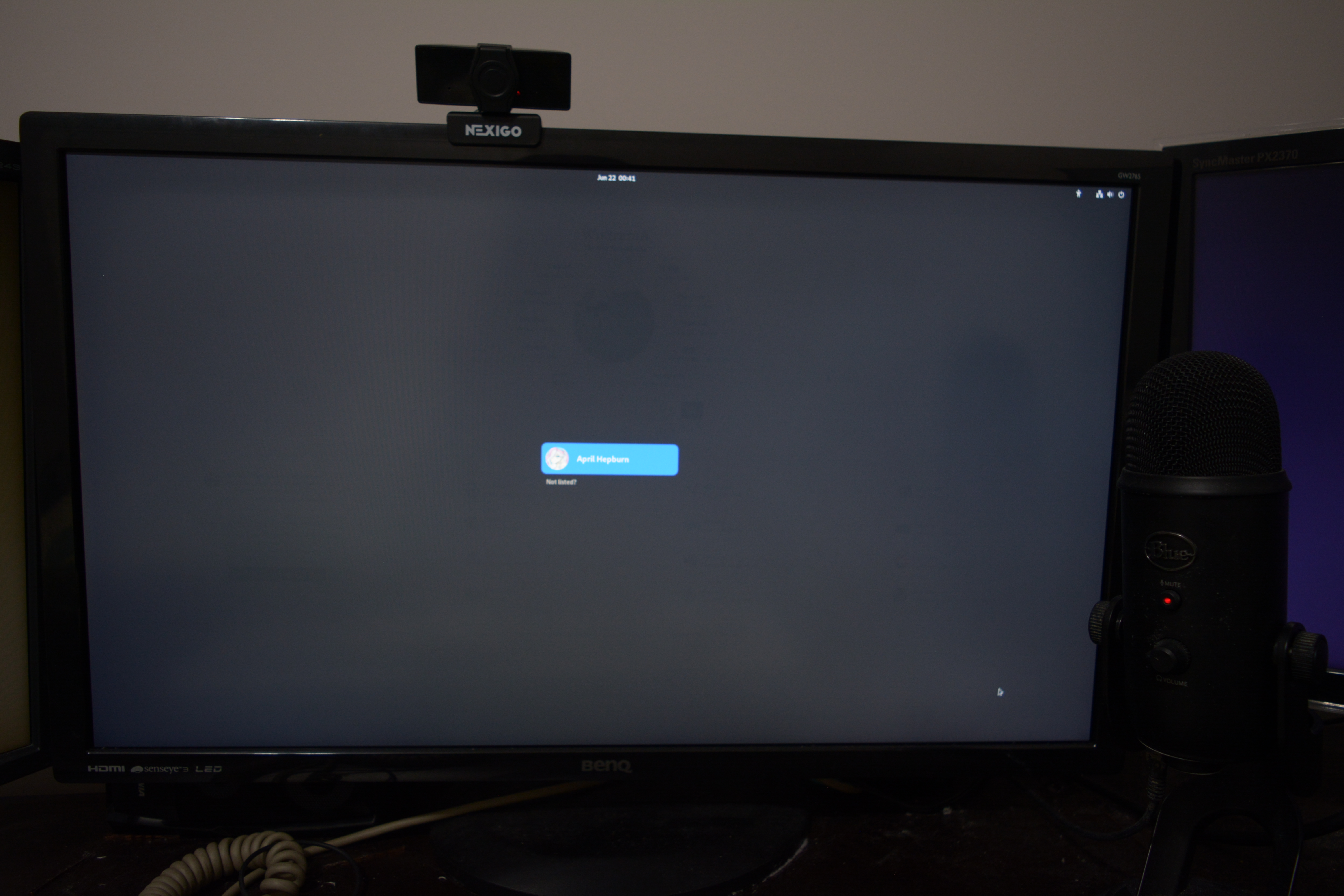
Persistencia de imagen en un monitor BenQ GW2765HT IPS LCD

La persistencia de la imagen, o la retención de la imagen, es el equivalente del quemado de pantalla en pantallas LCD y de plasma. A diferencia de la quemadura de pantalla, los efectos suelen ser temporales y, a menudo, no son visibles sin una inspección minuciosa. Sin embargo, las pantallas de plasma que experimentan una persistencia severa de la imagen pueden provocar que la pantalla realmente se queme.
La persistencia de la imagen puede ocurrir tan fácilmente como tener algo que permanece sin cambios en la pantalla en el mismo lugar por una duración de incluso 10 minutos, como una página web o un documento. Los casos menores de persistencia de la imagen generalmente solo son visibles cuando se miran las áreas más oscuras de la pantalla y, por lo general, son invisibles a la vista durante el uso normal de la pantalla.

## Causa
Los cristales líquidos tienen un estado relajado natural. Cuando se aplica un voltaje, se reorganizan para bloquear ciertas ondas de luz. Si se deja con el mismo voltaje durante un período de tiempo prolongado (por ejemplo, mostrando un puntero o la barra de tareas en un lugar, o mostrar una imagen estática durante períodos de tiempo prolongados), los cristales líquidos pueden desarrollar una tendencia a permanecer en una posición. Esta tendencia tan leve a permanecer en una posición puede desviar ligeramente el color solicitado, lo que hace que la imagen se vea como el tradicional quemado en las pantallas basadas en fósforo. De hecho, la causa raíz de la persistencia de la imagen en pantallas LCD es la misma que en las de fósforo, es decir, el uso no uniforme de los píxeles de la pantalla.
La causa de esta tendencia no está clara. Puede deberse a la acumulación de impurezas iónicas dentro de la pantalla LCD, la acumulación de carga eléctrica cerca de los electrodos, capacitancia parásita, o "un componente de voltaje de CC que se produce inevitablemente en algunos píxeles de la pantalla debido a la anisotropía en la constante dieléctrica del cristal líquido".

## Prevención y tratamiento
La persistencia de la imagen se puede revertir permitiendo que los cristales líquidos se relajen y vuelvan a su estado ordinario, como por ejemplo apagando el monitor durante un período de tiempo suficientemente largo (al menos unas pocas horas). Para la mayoría de los casos menores, simplemente continuar usando la computadora como de costumbre, permitiendo así que otros colores "cubran" las regiones afectadas, o apagar el monitor por la noche es más que suficiente. Una estrategia para los usuarios que buscan evitar artefactos de persistencia de imagen es variar las actividades realizadas en una computadora para evitar colores estáticos y ocultar elementos en la pantalla que se muestran perpetuamente (como la barra de tareas de un sistema operativo). Otra estrategia es el uso de un protector de pantalla para ayudar cuando la computadora se deja desatendida. Cubrir toda el área de visualización con blanco puro durante un período prolongado también es una solución proactiva útil.